# كريستين شابوت
كريستين شابوت (بالفرنسية: Christiane Chabot) هي رسامة مائية ومصورة ورسامة وفنانة كندية، ولدت في 17 ديسمبر 1950 في جانكوير ‏ في كندا.

## وصلات خارجية
- الموقع الرسمي